# تجارت الکترونیک

تمثیلی از تجارت الکترونیک

منظور از تجارت الکترونیک (به انگلیسی: Electronic commerce)، (به انگلیسی: E-commerce) انجام تمام فعالیت‌های تجاری اعم از فرایند خرید، فروش یا تبادل محصولات، خدمات و اطلاعات از طریق شبکه‌های رایانه‌ای و اینترنت است. در نگاهی جامع تر و از منظر خود مفهوم تجارت، تجارت الکترونیکی نه تنها مواردی را در بر می‌گیرد که در آن از «تبادل الکترونیکی داده» استفاده شده، بلکه فناوری‌های قدیمی‌تر همچون تلکس و تله‌کپی را هم شامل می‌شود. چرا که تجارت و تبادل اطلاعات و معامله در هر بستری در مفهوم تجارت است و اشاره به تجارت الکترونیکی صرفاً اشاره مستقیم به روش و بستر تبادل اطلاعات و انجام معامله دارد.
تجارت الکترونیک، که به‌عنوان تجارت آنلاین نیز شناخته می‌شود، به‌طورِ کلی خرید یا فروش محصولات یا خدمات از طریق اینترنت است.
تجارت الکترونیک باعث گسترش فناوری‌هایی مانند تجارت همراه، انتقال وجوه الکترونیکی، مدیریت زنجیره تأمین، بازاریابی اینترنتی، پردازش معاملات آنلاین، تبادل الکترونیکی داده (EDI)، نرم‌افزارهای مدیریت موجودی و سیستم‌های جمع‌آوری خودکار داده شده‌است. در عوض تجارت الکترونیک خود توسط پیشرفت‌های فنی در صنعت نیمه هادی به حرکت در می‌آید. تجارت الکترونیک در واقع شامل تمام روشهایی است که مدیریت و اجرای یک عمل بواسطه حضور غیر مستقیم افراد انجام می‌گیرد.

## تاریخچه
تجارت الکترونیکی به شکل کنونی در سال ۱۹۹۱میلادی محقق شد. از آن زمان هزاران هزار کسب و کار و تجارت وارد این دنیا شده‌اند. در واقع تجارت الکترونیکی برای آسان‌سازی معاملات اقتصادی به صورت الکترونیک تعریف شد.
استفاده از این فناوری مانند تبادل الکترونیکی اطلاعات و انتقال الکترونیکی سرمایه، که هر دو در اواخر ۱۹۷۰ معرفی شده‌اند؛ و به شرکت‌ها و سازمان‌ها اجازه ارسال اسناد الکترونیکی را داد؛ و اجازه تجارت کردن با ارسال اسناد تجاری مثل سفارشهای خرید یا فاکتورها را به صورت الکترونیکی، می‌دهد. رشد و پذیرش کارت اعتباری، ماشین تحویلدار خودکار و تلفن بانک در دهه ۱۹۸۰ باعث فرم‌گیری تجارت الکترونیک شد. نوع دیگر تجارت الکترونیکی سیستم رزرواسیون هواپیمایی به وسیلهٔ Sabre در آمریکا و Travicom در بریتانیا، ارائه شده‌است.
در ۱۹۹۰، تیم برنرز لی مرورگر وب جهان گسترده را اختراع کرد و شبکه ارتباطی آکادمیک را به سیستم ارتباطی هرروز و برای هر شخص در جهان وسیع دگرگون ساخت که اینترنت یا www خوانده می‌شود. سرمایه‌گذاری تجاری بروی اینترنت بخاطر کافی نبودن سرمایه‌گذاری کاملاً محدود شده بود. اگر چه اینترنت محبوبیت جهانی گسترده‌ای در حدود ۱۹۹۴ با استفاده از مرورگر وب Mosaic پیدا کرده بود.
معرفی پروتکلهای امنیتی و DSL (اشتراک خط دیجیتال) که ارتباط مستمر با اینترنت را اجازه می‌داد حدود ۵ سال طول کشید. البته در سال ۲۰۰۰ بحران The dot-com bust باعث ورشکستگی بسیاری از شرکت‌های تجاری بزرگ شد و نتایج ناگواری را به وجود آورد که این امر بازبینی قوانین و افزایش مزایا و امکانات تجارت الکترونیک را در پی داشت.
تا انتهای سال ۲۰۰۰، خیلی از شرکت‌های تجاری آمریکایی و اروپایی سرویس‌هایشان را از طریق اینترنت ارائه دادند.

از آن موقع مردم به کلمه‌ای به عنوان تجارت الکترونیکی با توانایی خرید کالاهای گوناگون از طریق اینترنت با استفاده از پروتکل‌های امنیتی و سرویس‌های پرداخت الکترونیکی که در آن مشارکت کردند، آشنا شدند؛ و از این زمان رقابت شدید بین شرکت‌ها و سازمان‌ها شدت گرفت و با گذشت زمان هم این رقابت تنگ‌تر شده‌است.
جالب این که تا پایان سال ۲۰۰۱ بیش از ۲۲۰ بیلیون دلار معاملات مالی توسط صدها سایت تجاری بر روی اینترنت انجام پذیرفته‌است و در همین سال مدل تجارت الکترونیکی B2B حدوداً ۷۰۰ میلیارد تراکنش داشت؛ و در سال ۲۰۰۷ سهم تجارت الکترونیک در خرده فروشی کل دنیا ۳٫۴٪ بوده‌است که آن را در سال ۲۰۱۰، ۵٫۱٪ اعلام نمودند که این آمار، رشد سریع این شیوه تجارت کردن را می‌رساند.
امروزه با افزایش حضور مخاطبان تجاری در شبکه‌های اجتماعی، این قابلیت در تجارت الکترونیکی فراهم شده‌است که تعاملات و رفتار ارائه‌کننده کالا و خدمات در بستر تجارت الکترونیکی نه با یک بازدیدکننده ناشناس یک وب سایت، بلکه با یک فرد کاملاً شناسایی شده‌ای که به کمک هوش مصنوعی حتی سلایق او نیز بر ما آشکار است تغییر یابد. به عبارتی دیگر اکنون در لحظه تماس، می‌توان حتی سریعاً به سراغ ارائه بهترین پیشنهاد برای مخاطب نمود و چیدمان ارائه کالا و محصول را مطابق سلیقه و سوابق رفتاری او تنظیم و ارائه نمود.
تکنولوژی واقعیت افزوده و هوش مصنوعی و یادگیری ماشینی جزو روندهای ۲۰۱۸ تجارت الکترونیکی می‌باشند.

### سیر زمانی
| سال  | اتفاق |
| ---- | --- |
| ۱۹۷۹ | Michael Aldrich خرید آنلاین را اختراع کرد. |
| ۱۹۸۱ | Thomson Holidays اولین خرید آنلاین B2B را در بریتانیا ایجاد کرد. |
| ۱۹۸۲ | Minitel سیستم سراسر کشور را در فرانسه به وسیلهٔ France Telecom و برای سفارش‌گیری آنلاین استفاده شده‌است. |
| ۱۹۸۴ | Gateshead اولین خرید آنلاین B2C را به نام SIS/Tesco و خانم Snowball در ۷۲ اولین فروش خانگی آنلاین را راه انداخت. |
| ۱۹۸۵ | Nissan فروش ماشین و سرمایه‌گذاری با بررسی اعتبار مشتری به صورت آنلاین از نمایندگی‌های فروش |
| ۱۹۸۷ | Swreg شروع به فراهم آوردن و مولف‌های اشتراک افزار و نرم‌افزار به منظور فروش آنلاین محصولاتشان از طریق مکانیسم حسابهای الکترونیکی بازرگانی. |
| ۱۹۹۰ | Tim Berners-Lee اولین مرورگر وب را نوشت، وب جهان گستر، استفاده از کامپیوترهای جدید |
| ۱۹۹۴ | راهبر وب گرد: Netscape در اکتبر با نام تجاری Mozilla ارائه شد. Pizza Hut در صفحه وب سفارش دادن آنلاین را پیشنهاد داد. اولین بانک آنلاین باز شد. تلاشها برای پیشنهاد تحویل گل و اشتراک مجله به صورت آنلاین شروع شد. لوازم بزرگسالان مثل انجام دادن ماشین و دوچرخه به صورت تجاری در دسترس قرار گرفت. Netscape 1.0 در اواخر ۱۹۹۴ با رمزگذاری SSL که تعاملات مطمئن را ایجاد می‌کرد، معرفی شد. |
| ۱۹۹۵ | Jeff Bezos, Amazon.com و اولین تجارتی ۲۴ ساعته رایگان را راه انداخت. ایستگاه‌های رادیوی اینترنتی رایگان، رادیو HK و رادیوهای شبکه‌ای شروع به پخش کردند. Dell و Cisco به شدت از اینترنت برای تعاملات تجاری استفاده کردند. eBay توسط Pierre Omidyar برنامه‌نویس کامپیوتر به عنوان وب سایت حراج بنیانگذاری شد.                                                                                 |
| ۱۹۹۸ | توانایی خریداری و بارگذاری تمبر پستی الکترونیکی برای چاپ از اینترنت. گروه Alibaba در چین با خدمات B2B و C2C, B2C را با سیستم خود تأییدی تأسیس شد. |
| ۱۹۹۹ | Business.com به مبلغ ۷٫۵ میلیون دلار به شرکت‌های الکترونیکی فروخته شد؛ که در سال ۱۹۹۷ به ۱۴۹٬۰۰۰ دلار خریداری شده بود. نرم‌افزار اشتراک‌گذاری فایل Napster راه‌اندازی شد. فروشگاه‌های ATG برای فروش اقلام زینتی خانه به صورت آنلاین راه‌اندازی شد. |
| ۲۰۰۰ | The dot-com bust |
| ۲۰۰۲ | ای‌بی برای پی‌پال ۱٫۵ میلیون دلار بدست آورد. Niche شرکت‌های خرده فروشی و فروشگاه‌های CSN و فروشگاه‌های شبکه‌ای را با منظور فروش محصولات از طریق ناحیه‌های هدف مختلف نسبت به یک درگاه متمرکز. |
| ۲۰۰۳ | Amazon.com اولین سود سالیانه خود را اعلان کرد. |
| ۲۰۰۷ | Business.com به وسیلهٔ R.H. Donnelley با ۳۴۵ میلیون دلار خریداری شد. |
| ۲۰۰۹ | Zappos.com توسط Amazon.com با قیمت ۹۲۸ میلیون دلار خریداری شد. تقارب خرده فروشان و خرید اپراتورهای فروش وبسایتهای خصوصی RueLaLa.com به وسیلهٔ GSI Commerce به قیمت ۱۷۰ میلیون دلار به‌علاوه سود فروش از تا سال ۲۰۱۲. |
| ۲۰۱۰ | Groupon گزارش داد پیشنهاد ۶ میلیارد دلاری گوگل را رد کرده‌است. در عوض این گروه طرح خرید وب سایتهای IPO را تا اواسط ۲۰۱۱ دارد. |
| ۲۰۱۱ | پروژه تجارت الکترونیک آمریکا و خرده فروشی آنلاین به ۱۹۷ میلیارد دلار رسیده‌است که نسبت به ۲۰۱۰ افزایش ۱۲ درصدی داشته‌است. Quidsi.com, parent company of Diapers.com توسط Amazon.com به قیمت ۵۰۰ میلیون به‌علاوه ۴۵ میلیون بدهکاری و تعهدات دیگر خریداری شد. |
| ۲۰۲۲ | پروژه تجارت الکترونیک اجتماعی. در این نوع از تجارت گفتگو محور اصلی تعامل در هنگام خرید و فروش است که بصورت آنلاین صورت می‌گیرد. |

## انواع تجارت الکترونیکی
تجارت الکترونیکی را می‌توان از حیث تراکنش‌ها(Transactions) به انواع مختلفی تقسیم نمود که بعضی از آن‌ها عبارتند از:
- تجارت بنگاه و بنگاه (B2B): به الگویی از تجارت الکترونیکی گویند، که طرفین معامله بنگاه‌ها هستند.
- تجارت بنگاه و مصرف‌کننده (B2C): به الگویی از تجارت الکترونیکی گویند که بسیار رایج بوده و ارتباط تجاری مستقیم بین شرکت‌ها و مشتریان می‌باشد.
- تجارت مصرف‌کننده‌ها و شرکت‌ها (C2B): در این حالت اشخاص حقیقی به کمک اینترنت فراورده‌ها یا خدمات خود را به شرکت‌ها می‌فروشند.
- تجارت مصرف‌کننده با مصرف‌کننده (C2C): در این حالت ارتباط خرید و فروش بین مصرف‌کنندگان است.
- تجارت بین بنگاه‌ها و سازمان‌های دولتی (B2A): که شامل تمام تعاملات تجاری بین شرکت‌ها و سازمان‌های دولتی می‌باشد. پرداخت مالیاتها و عوارض از این قبیل تعاملات محسوب می‌شوند.
- تجارت بین دولت و شهروندان (G2C): الگویی بین دولت و توده مردم می‌باشد که شامل بنگاه‌های اقتصادی، موسسات دولتی و کلیه شهروندان می‌باشد. این الگو یکی از مؤلفه‌های دولت الکترونیک می‌باشد.
- تجارت بین دولت‌ها (G2G): این الگو شامل ارتباط تجاری بین دولت‌ها در زمینه‌هایی شبیه واردات و صادرات می‌باشد.

البته باید گفت که انواع بالا کاملاً مستقل از هم نیستند و گاهی که تأکید بر خرید و فروش ندارند در قالب کسب و کار الکترونیکی می‌آیند

## ابعاد تجارت الکترونیک

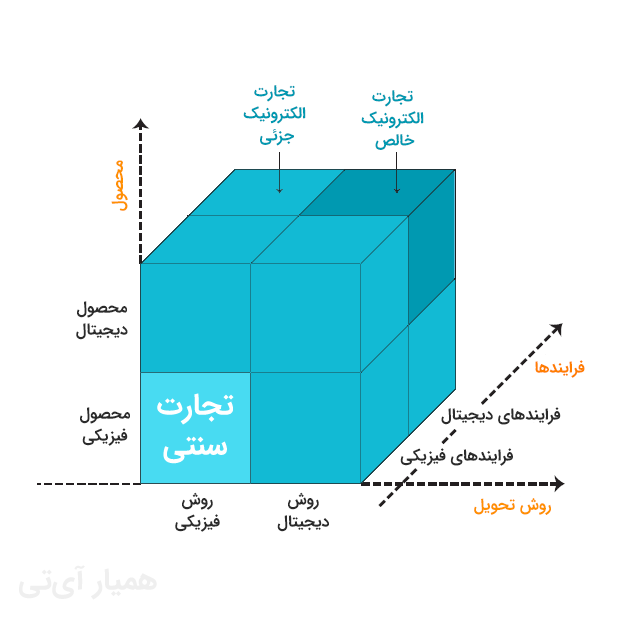
ابعاد تجارت الکترونیک

تجارت الکترونیک شامل ۳ بعد اصلی است، نوع محصول، روش تحویل و فرایندهای موجود. درصورتی که تمام این ابعاد در بستر دیجیتال صورت پذیرند، این نوع کسب‌وکار به صورت کامل با عنوان تجارت الکترونیک یاد می‌شود، اما اگر برخی از آن‌ها به صورت دیجیتال و برخی به صورت فیزیکی صورت پذیرند، کسب‌وکار به صورت کامل در بستر تجارت الکترونیک نیست و تجارت الکترونیک جزئی نامیده می‌شود.

## ابزارها
- ایمیل
- فروشگاه اینترنتی
- ابزار پیام سریع

توئیتر
تلگرام
اینستاگرام
واتساپ
ایمیل
سیگنال (نرم‌افزار)
تلفن (رده ابزار اداری)